# Spilosmylus aureus
Spilosmylus aureus är en insektsart som beskrevs av Navás 1912. Spilosmylus aureus ingår i släktet Spilosmylus och familjen vattenrovsländor. Inga underarter finns listade i Catalogue of Life.